# Lönnsavblomfluga
Lönnsavblomfluga (Brachyopa bicolor) är en tvåvingeart som först beskrevs av Fallen 1817.  Lönnsavblomfluga ingår i släktet savblomflugor, och familjen blomflugor.
Artens utbredningsområde är Sverige. Arten är reproducerande i Sverige. Inga underarter finns listade i Catalogue of Life.